# Ferdinand al IV-lea, Rege al Romanilor
Ferdinand al IV-lea (n. 8 septembrie 1633, Viena, Monarhia Habsburgică – d. 9 iulie 1654, Viena, Monarhia Habsburgică) aparținând Casei de Habsburg, a fost din 1653 până în 1654 rege romano-german, din 1646 rege al Boemiei și din 1647 rege al Ungariei și Croației.
Motto: Deo et populo  (Pentru D-zeu și pentru popor)

## Biografie
Ferdinand a fost fiul cel mare al împăratului Ferdinand al III-lea (1608–1657) și al primei sale soții, Maria Anna a Spaniei (1606–1646).
Printre frații și surorile lui Ferdinand s-au numărat:
- Mariana de Austria (1634–1696), regină a Spaniei,
- Leopold al Austriei (1640–1705), împărat romano-german,
- Carol Iosif al Austriei (1649–1664), episcop de Olmütz și Mare Maestru al Cavalerilor Teutoni,
- Eleonora a Austriei (1653–1697), regină a Poloniei și ducesă de Lorena,
- Maria Anna Josefa de Austria (1654–1689), contesă a Palatinatului Rinului.

Ferdinand a fost logodit cu Maria Tereza (1638–1683), fiica cea mare a regelui Filip al IV-lea al Spaniei. Această căsătorie fusese plănuită în același timp cu cea a surorii lui Ferdinand, Maria Anna, cu regele Filip al IV-lea. Astfel regele Spaniei urma să fie în același timp socrul și cumnatul lui Ferdinand.
În octombrie 1652, cu ocazia vizitei mai multor principi electori la curtea de la Praga a tatălui său, s-a convenit ca Ferdinand să fie ales rege romano-german, ceea ce s-a întâmplat pe 31 mai 1653. El a fost încoronat la Regensburg pe 18 iunie 1653 de  arhiepiscopul de Mainz, Philipp de Schönborn.
Un an mai târziu, pe 9 iulie 1654 Ferdinand a murit bolnav de variolă la Viena. Deoarece a murit înaintea tatălui său, el nu a fost niciodată conducător al Sfântului Imperiu Roman și astfel caracterul și profilul său politic nu au fost înregistrate de istorie. La moartea lui Ferdinand imperiul a fost amenințat de o criză politică privind succesiunea tatălui său, împăratul Ferdinand al III-lea. După moartea acestuia în 1657, a fost ales împărat romano-german Leopold, fratele mai mic al lui Ferdinand, și încoronat pe 31 iulie 1658 la Frankfurt.

## Consecințe
Când Ferdinand a murit, cadavrul său a fost autopsiat în aceeași seară și îmbălsămat. Pe catafalc a fost expusă separat inima sa. A doua zi la ora 21 inima lui a fost dusă la Biserica Augustinilor de lângă Palatul Hofburg, unde a fost înmormântată într-o ceremonie simplă în Capela Loreto așa cum stabilise Ferdinand prin testament. El o venera în mod deosebit pe Madona din Loreto ceea ce explică dorința sa testamentară. După slujbele religioase funerare care au durat câteva zile, trupul lui Ferdinand a fost în sfârșit îngropat în Cripta Capucinilor din Viena.

Astfel a început tradiția care a durat până în secolul al XIX-lea conform căreia inimile Habsburgilor au fost îngropate în Cripta Loreto din Biserica Augustinilor din Viena. Măruntaiele lui Ferdinand al IV-lea au fost îngropate în Cripta ducală din Catedrala Sf. Ștefan din Viena. El a fost una dintre cele 41 de persoane a căror înmormântare a fost una „separată” adică rămășițele au fost împărțite între cele trei locuri de înmormântare tradiționale ale Habsburgilor: Cripta imperială, Cripta inimii și Cripta ducală.

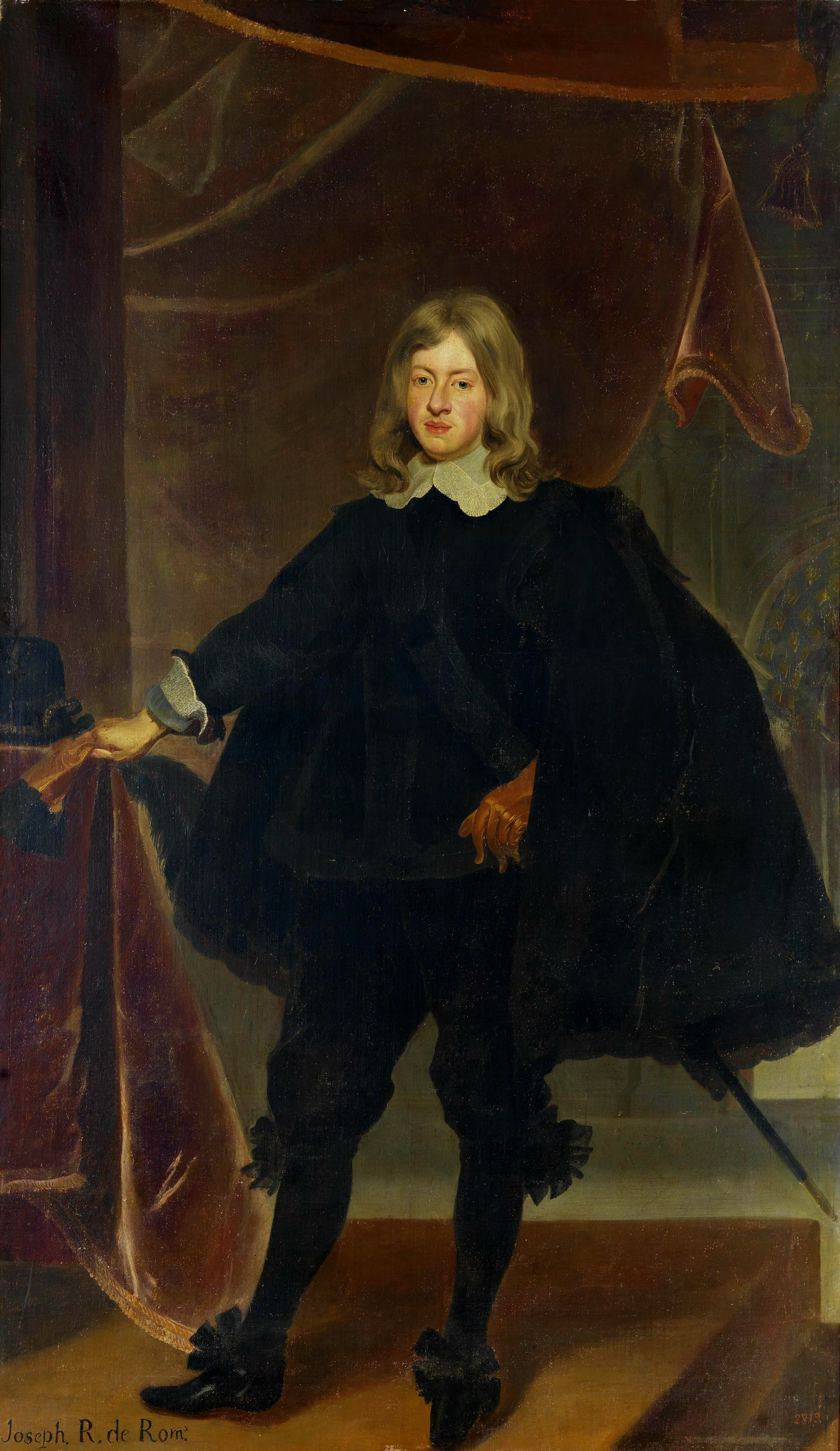
Ferdinand al IV-lea (tablou nedatat de Frans Luycx)